# 지곡초등학교 (경남)
지곡초등학교는 대한민국 경상남도 함양군 지곡면 개평리에 있는 공립 초등학교이다.

## 학교 연혁
- 1906년 11월 17일 개교발기인 모임 (동산재)
- 1907년 4월 1일 사립 함덕학교 개교
- 1921년 9월 1일 지곡공립보통학교(4년제) 개교설립인가 7월 28일
- 1938년 3월 31일 지곡공립심상소학교(6년제)로 개칭[1]
- 1941년 4월 1일 지곡공립국민학교로 개칭[2]
- 1981년 3월 3일 병설유치원 개원
- 1994년 3월 1일 대덕분교 통합
- 1996년 3월 1일 지곡초등학교로 개칭[3]
- 1999년 3월 1일 배재초등학교 통합
- 2016년 3월 1일 제37대 정영선 교장 부임
- 2017년 2월 14일 제107회 졸업(총 5,009명)

## 참고 자료
- 지곡초등학교 - 한국교육학술정보원 학교알리미